# Carmageddon II: Carpocalypse Now
Carmageddon II: Carpocalypse Now è un videogioco di guida, seguito di Carmageddon, sviluppato da Stainless Games e pubblicato da Interplay per PC nel 1998. Seguirono versioni per Mac OS e Nintendo 64 nel 1999. Il sequel del gioco Carmageddon TDR 2000, venne pubblicato nel 2000.

## Modalità di gioco
Dal punto di vista del gameplay il gioco si ripresenta quasi invariato dal suo predecessore: come esso, anche Carmageddon II presenta una modalità single player e una modalità multiplayer via LAN e, come il predecessore, presenta la possibilità di portare a termine il gioco nei tre modi conosciuti:
- completando tutti i giri dei percorsi (è necessario attraversare una serie di checkpoint sparsi per ogni livello/arena)
- distruggendo tutti i concorrenti avversari
- uccidendo tutti i pedoni di ogni livello/arena

Il ritmo di gioco è scandito da un orologio che esegue un conto alla rovescia e, investendo i pedoni o arrecando danno ai mezzi avversari permette di guadagnare sia tempo che punti; questi ultimi sono necessari per riparare la macchina e per comprare nuovi mezzi e potenziamenti. Lungo i livelli è possibile trovare barili con gli effetti più disparati (sia positivi che negativi) che spaziano dalla riparazione istantanea del mezzo ad uno stravolgimento temporaneo del modello fisico di gioco.

### Novità
Le gare non sono più da affrontare in sequenza come nel precedente episodio, bensì sono divise in 10 gruppi; ogni gruppo è composto da 3 gare affrontabili in qualsiasi ordine e completabili nei modi usuali (completamento dei giri, distruzione delle vetture o morte di tutti i pedoni) e ne presenta una quarta più difficile delle altre con una missione predefinita (similarmente ai boss di fine livello dei giochi d'azione). Non solo: le macchine, adesso, non solo si possono riparare, ma anche potenziare durante il gioco. Naturalmente questo ha un certo peso nell'economia del gioco. Inoltre, a differenza del primo capitolo, l'auto del giocatore può essere completamente distrutta, causando quindi l'eliminazione dalla gara. Le macchine adesso oltre a deformarsi perdono anche pezzi e possono spezzarsi in due parti. C'è inoltre la possibilità di aprire le portiere dell'auto e si possono comprare a fine gara le auto avversarie andate distrutte.
Il gioco inoltre si presenta con un nuovo motore grafico, dotato del supporto alle schede video acceleratrici in maniera nativa (e non attraverso una patch); un'intelligenza artificiale rivisitata sia negli avversari che nei pedoni e un nuovo comparto audio che può contare sulle musiche di background dei Sentience e, soprattutto, su quelle in-game del noto gruppo metal britannico Iron Maiden (nello specifico le canzoni presenti sono: Man on the Edge, Be Quick or Be Dead, Aces High e The Trooper).

## Critiche
L'alto tasso di violenza presente nel gioco finì con l'attirare su di esso lo stesso tipo di polemiche che già colpirono il suo predecessore, con conseguente censura sul colore del sangue e sostituzione dei pedoni con zombie in alcuni Paesi, come già accaduto un anno prima.